# From Mao to Mozart: Isaac Stern in China
From Mao to Mozart: Isaac Stern in China é um filme-documentário estadunidense de 1980 dirigido e escrito por Murray Lerner, que fala sobre impacto cultural oriental na China. Venceu o Oscar de melhor documentário de longa-metragem na edição de 1981.

## Elenco
- Isaac Stern
- David Golub